# Torneo Regional
El Torneo Regional fue un certamen oficial organizado por la Asociación del Fútbol Argentino (AFA), que se disputó entre las temporadas de 1967 y 1985-86, con la participación de equipos del interior del país nucleados en las ligas regionales dependientes del Consejo Federal. Tuvo como finalidad clasificar a sus representantes, los clubes indirectamente afilados a la AFA, al llamado Torneo Nacional, al que también se accedía a través de las plazas fijas otorgadas a las ligas con mayor predicamento. Además, en sus dos primeras ediciones, los equipos perdedores de las finales clasificaron para disputar el Torneo Promocional de la máxima categoría.

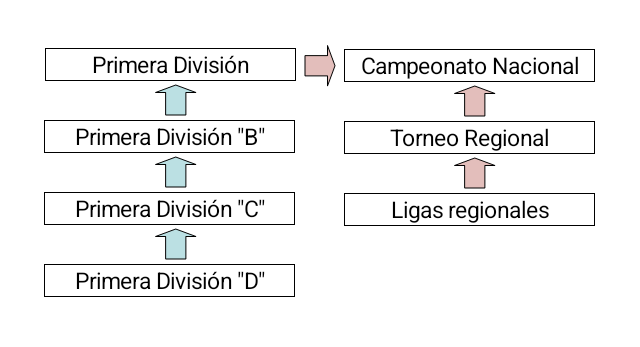
Ubicación del Torneo Regional en la pirámide de categorías del fútbol argentino entre 1969 y 1985.

Dejó de disputarse tras la reforma iniciada en 1985, que consistió en la supresión de los torneos Nacional y Metropolitano y la inclusión regular de los equipos indirectamente afiliados en los campeonatos oficiales por medio de un sistema de ascensos y descensos, a través de la creación del Torneo Nacional B.
En la última temporada, entre el año 1985-86, atento a que ya no existía el Torneo Nacional de AFA, se jugó una edición especial del Torneo Regional, dónde los clubes semifinalistas clasificaron a la liguilla pre-Libertadoresy, por otra parte, fue la única edición que consagró un campeón de manera oficial, el Club Atlético Belgrano.

## Sistema de disputa
Se organizaba con un sistema piramidal que comenzaba en zonas integradas por equipos con cercanías geográficas. Los vencedores de dichas zonas continuaban en el certamen sorteando las fases de eliminación directa como los octavos y cuartos de final (primera y segunda etapa), las semifinales (tercera etapa) y la final (cuarta etapa). El o los vencedores, dependiendo del formato, se ganaban el derecho a participar en el Campeonato Nacional, que se jugaba en uno de los dos semestres del año.

## Ediciones disputadas
| Temporada | Ganadores / Clasificados / Campeón |
| --------- | --- |
| 1967      | Central Córdoba (SdE) Chaco For Ever San Lorenzo (MdP) San Martín (M)                                                                                       |
| 1968      | Belgrano Huracán (IW) Independiente Rivadavia San Martín (T)                                                                                                |
| 1969      | Desamparados San Lorenzo (MdP) San Martín (T) San Martín (M) Talleres (C)                                                                                   |
| 1970      | Gimnasia y Esgrima (J) San Martín (SJ) |
| 1971      | Central Córdoba (SdE) Don Orione Guaraní Antonio Franco Huracán (CR) Huracán (IW) Juventud Antoniana San Martín (M)                                         |
| 1972      | Bartolomé Mitre Desamparados Gimnasia y Esgrima (M) Independiente (Trelew)                                                                                  |
| 1973      | Belgrano Juventud Antoniana Chaco For Ever Cipolletti Gimnasia y Esgrima (J) Kimberley (MdP)                                                                |
| 1974      | Altos Hornos Zapla Atlético Regina Central Norte Chaco For Ever Desamparados Huracán (CR) Huracán (SR) Jorge Newbery (J) Deportivo Mandiyú Puerto Comercial |
| 1975      | Atlético Tucumán Bartolomé Mitre (P) Belgrano Cipolletti Jorge Newbery (J) Juventud Alianza                                                                 |
| 1976      | Atlético Ledesma Huracán (CR) San Martín (T) Sportivo Patria                                                                                                |
| 1977      | Atlético Ledesma Cipolletti Los Andes (SJ) Sarmiento (R) |
| 1978      | Atlético Ledesma Deportivo Roca Patronato San Martín (M) |
| 1979      | Atlético Ledesma Chaco For Ever Cipolletti Juventud Unida Universitario                                                                                     |
| 1980      | Atlético Concepción Chaco For Ever Cipolletti Independiente Rivadavia                                                                                       |
| 1981      | Atlético Tucumán Guaraní Antonio Franco Huracán (SR) Loma Negra                                                                                             |
| 1982      | Atlético Concepción Deportivo Roca Estudiantes (SdE) Independiente Rivadavia Guaraní Antonio Franco Mariano Moreno Racing (C) Renato Cesarini               |
| 1982-83   | Andino Atlético Concepción Atlético Santa Rosa Chaco For Ever Loma Negra Renato Cesarini                                                                    |
| 1983-84   | Atlético Ledesma Atlético Uruguay Estudiantes (RC) Ferro (General Pico) Olimpo Unión (General Pinedo)                                                       |
| 1984-85   | Argentino (Firmat) Belgrano Central Norte Cipolletti Guaraní Antonio Franco Juventud Alianza Ramón Santamarina                                              |
| 1985-86   | Belgrano (Campeón) Olimpo Guaraní Antonio Franco Alianza de Cutral Có Concepción FC Güemes (SdE)                                                            |

## Palmarés
| N.º | Equipo                       | Logros | Años                                |
| --- | ---------------------------- | ------ | ----------------------------------- |
| 1   | Chaco For Ever               | 6      | 1967, 1973, 1974, 1979, 1980, 1983  |
| 1   | Cipolletti                   | 6      | 1973, 1975, 1977, 1979, 1980, 1985  |
| 3   | Atlético Ledesma             | 5      | 1976, 1977, 1978, 1979, 1984        |
| 3   | Belgrano                     | 5      | 1968, 1973, 1975, 1985, 1985-86 (*) |
| 3   | Guaraní Antonio Franco       | 5      | 1971, 1981, 1982, 1985, 1985-86     |
| 6   | San Martín (M)               | 4      | 1967, 1969, 1971, 1978              |
| 7   | Atlético Concepción          | 3      | 1980, 1982, 1983                    |
| 7   | Desamparados                 | 3      | 1969, 1972, 1974                    |
| 7   | Independiente Rivadavia      | 3      | 1968, 1980, 1982                    |
| 7   | San Martín (T)               | 3      | 1968, 1969, 1976                    |
| 11  | Juventud Antoniana           | 2      | 1971, 1973                          |
| 11  | Atlético Tucumán             | 2      | 1975, 1981                          |
| 11  | Bartolomé Mitre (P)          | 2      | 1972, 1975                          |
| 11  | Central Córdoba (SdE)        | 2      | 1967, 1971                          |
| 11  | Central Norte (S)            | 2      | 1974, 1985                          |
| 11  | Deportivo Roca               | 2      | 1978, 1982                          |
| 11  | Gimnasia y Esgrima (J)       | 2      | 1970, 1973                          |
| 11  | Huracán (IW)                 | 2      | 1968, 1971                          |
| 11  | Huracán (SR)                 | 2      | 1974, 1981                          |
| 11  | Jorge Newbery (J)            | 2      | 1974, 1975                          |
| 11  | Juventud Alianza             | 2      | 1975, 1985                          |
| 11  | Loma Negra                   | 2      | 1981, 1983                          |
| 11  | Olimpo                       | 2      | 1984, 1985-86                       |
| 11  | Renato Cesarini              | 2      | 1982, 1983                          |
| 11  | San Lorenzo (MdP)            | 2      | 1967, 1969                          |
| 26  | Alianza de Cutral Có         | 1      | 1985-86                             |
| 26  | Altos Hornos Zapla           | 1      | 1974                                |
| 26  | Andino                       | 1      | 1983                                |
| 26  | Argentino (Firmat)           | 1      | 1985                                |
| 26  | Atlético Regina              | 1      | 1974                                |
| 26  | Atlético Santa Rosa          | 1      | 1983                                |
| 26  | Atlético Uruguay             | 1      | 1984                                |
| 26  | Concepción FC                | 1      | 1985-86                             |
| 26  | Deportivo Mandiyú            | 1      | 1974                                |
| 26  | Don Orione                   | 1      | 1971                                |
| 26  | Estudiantes (RC)             | 1      | 1984                                |
| 26  | Estudiantes (SdE)            | 1      | 1982                                |
| 26  | Ferro (General Pico)         | 1      | 1984                                |
| 26  | Gimnasia y Esgrima (M)       | 1      | 1972                                |
| 26  | Güemes (SdE)                 | 1      | 1985-86                             |
| 26  | Independiente (Trelew)       | 1      | 1972                                |
| 26  | Juventud Unida Universitario | 1      | 1979                                |
| 26  | Kimberley                    | 1      | 1973                                |
| 26  | Los Andes (SJ)               | 1      | 1977                                |
| 26  | Mariano Moreno               | 1      | 1982                                |
| 26  | Patronato                    | 1      | 1978                                |
| 26  | Puerto Comercial             | 1      | 1975                                |
| 26  | Racing (C)                   | 1      | 1980                                |
| 26  | Ramón Santamarina            | 1      | 1985                                |
| 26  | San Martín (SJ)              | 1      | 1970                                |
| 26  | Sarmiento (R)                | 1      | 1977                                |
| 26  | Sportivo Patria              | 1      | 1976                                |
| 26  | Talleres (C)                 | 1      | 1969                                |
| 26  | Unión (General Pinedo)       | 1      | 1984                                |

(*) Fue la única edición que otorgo un título oficial de campeón a su ganador (Belgrano).